# Rödgen (Bitterfeld-Wolfen)
Rödgen ist ein Ortsteil von Bitterfeld-Wolfen im Landkreis Anhalt-Bitterfeld.

## Lage
Rödgen liegt zwischen Zörbig im Westen und Bitterfeld-Wolfen im Osten direkt an der Bundesautobahn 9.

## Politik

### Ortschaftsrat
Der Ortschaftsrat des Ortsteils Rödgen hat 3 Sitze. Bei der letzten Wahl zum Ortschaftsrat am 26. Mai 2019 ergab sich bei einer Wahlbeteiligung von 68,26 % folgende Sitzverteilung:
| CDU                     | 1 Sitz |
| AfD                     | 1 Sitz |
| Einzelbewerberin Hennig | 1 Sitz |

## Geschichte
Rödgen wurde erstmals 1209 urkundlich erwähnt. Der Ort gehörte wie sein Nachbarort Zschepkau bis 1815 zum kursächsischen Amt Zörbig. Durch die Beschlüsse des Wiener Kongresses kam er zu Preußen und wurde 1816 dem Kreis Bitterfeld im Regierungsbezirk Merseburg der Provinz Sachsen zugeteilt, zu dem er bis 1944 gehörte.
Zschepkau wurde am 20. Juli 1950 nach Rödgen eingemeindet. Am 15. März 2004 erfolgte die Eingemeindung von Rödgen mit Zschepkau in die Stadt Wolfen. Im Zuge der Kreisgebietsreform 2007  und der damit einhergehenden Bildung der Stadt Bitterfeld-Wolfen wurden Rödgen und Zschepkau Teile dieser neuen Stadt.

## Verkehr
Direkt östlich des Orts verläuft die Bundesautobahn 9, südlich die Bundesstraße 183. Sie kreuzen sich südöstlich von Rödgen an der Autobahnauffahrt „Bitterfeld-Wolfen“.
Rödgen wird durch das Busunternehmen Vetter mit der Linie 441 verbunden, welche nur morgens und abends an den Schultagen des Landes Sachsen-Anhalt unterwegs ist.